# Olula del Río
Olula del Río – gmina w Hiszpanii, w prowincji Almería, w Andaluzji, o powierzchni 23,52 km². W 2011 roku gmina liczyła 6500 mieszkańców.